# Демёхин, Александр Петрович
Александр Петрович Демёхин (5 [18] июня 1900, Издешково, Сафоновский район — 7 января 1953, Ереван) — советский гидрогеолог.

## Биография

### Ранние годы и образование
Родившись в селе Издешково Сафоновского района, Демехин получил начальное образование в мужской гимназии Вязьмы, которую окончил в 1923 году. Продолжил обучение в Москве, где в 1925 году окончил строительный техникум, а затем в 1930 году — Московскую горную академию. Начал свою профессиональную деятельность в геологическом бюро при Бальнеологическом институте Кавказских минеральных вод в Пятигорске.

### Профессиональная деятельность и достижения
В 1931 году Демехин получил назначение, определившее большую часть его карьеры — его направили в Армению для проведения разведочных работ в Арзни. Этот населенный пункт, где с 1926 года функционировал небольшой санаторий на 40 мест, стал отправной точкой для его систематического изучения армянских минеральных вод.
В Арзни Демехин провел новаторские гидрогеологические работы в технически сложных условиях. Его геологические исследования, основанные на бурении, дали исключительные результаты, обеспечив надежную базу минеральных вод, что превратило Арзни в здравницу общесоюзного значения.
В период 1936—1938 годов Демехин расширил свои исследования, включив в них минеральные воды Джермука и Дилижана. Эти исследования нашли отражение в нескольких фундаментальных публикациях, включая монографии "Джермук" (1947) и "Минеральные воды бассейна реки Арпа" (1958).
С 1931 по 1941 год, руководя гидрогеологической экспедицией в Армянском геологическом управлении, а затем работая главным инженером, Демехин проявил себя как специалист и в гидрогеологии, и в инженерной геологии. Его работа часто требовала транспортировки бурового оборудования на лошадях и мулах по сложной местности, а в Дилижане он внедрил инновационную технику наклонного бурения.

### Археологические открытия
Помимо геологической работы, Демехин внес неожиданный вклад в армянскую археологию. Он участвовал в раскопках урартской крепости Кармир-блур и обнаружил важные клинописные надписи, проливающие свет на общественный строй Закавказья VII—VI веков до н.э. В 1950-х годах он открыл ранее неизвестные наскальные изображения эпохи энеолита в Гегамских горах, что привело к последующим археологическим экспедициям и многочисленным научным публикациям.

### Руководящие и академические должности
С 1941 по 1951 год Демехин занимал пост директора Института геологических наук АН Армянской ССР. Он внес значительный вклад в геологическое образование, преподавая в Ереванском государственном университете и Политехническом институте с 1937 по 1950 год.
Карьера Демехина неожиданно оборвалась 7 января 1953 года в Ереване из-за осложнений после операции аппендицита.

### Научное наследие
Научное наследие ученого-исследователя включает многочисленные публикации по гидрогеологии и минеральным водам, особенно касающиеся курортных регионов Армении. Ключевые работы включают:
- «Арзни. Гидрогеологический очерк» (1940)
- «Джермук: Гидрогеологический очерк» (1947)
- «Минеральные воды бассейна реки Арпа» (1958)
- Многочисленные публикации по результатам исследования минеральных источников различных регионов Армении, включая бассейны рек Вохчи и Мегри

Исследовательская и практическая работа Демехина фундаментально повлияла на развитие курортной отрасли и индустрии минеральных вод Армении, а его археологические открытия внесли значительный вклад в понимание древней истории региона.

## Награды
- Орден Трудового Красного Знамени
- Медаль «За трудовое отличие».